# Bäcke kyrka
Bäcke kyrka är en kyrkobyggnad som sedan 2022 tillhör Steneby församling (tidigare Bäcke församling) i Karlstads stift. Den ligger i Bengtsfors kommun. 

## Kyrkobyggnaden
Kyrkan har en stomme av liggtimmer och består av långhus med tresidigt kor i öster. Vid långhusets västra sida finns ett vidbyggt vapenhus och ovanpå långhustakets västra del är kyrktornet placerat. Vid långhusets sydvästra sida finns en vidbyggd sakristia. Ytterväggarna är klädda med rödmålad locklistpanel. Långhuset, vapenhuset och sakristian har sadeltak klädda med skiffer.
Träkyrkan uppfördes åren 1650–1653 och förlängdes åt väster 1797. 1892 uppfördes kyrktorn, sakristia och vapenhus efter ritningar av arkitekt Fredrik Lilljekvist. 1953 gjordes en invändig ombyggnad efter program av arkitekt Martin Westerberg då altarringen, som tidigare var fäst vid korväggen, flyttades fram och fri passage skapades till altaret. 1969 genomfördes en renovering efter ritningar av arkitekt Carl-Anders Hernek. Sakristian byggdes ut åt väster och kyrkans skiffertak lades om. 1981 målades kyrkan åter röd efter att ha varit gråvit sedan 1892. Röd linoljefärg användes som liknade Falu rödfärg.

## Inventarier

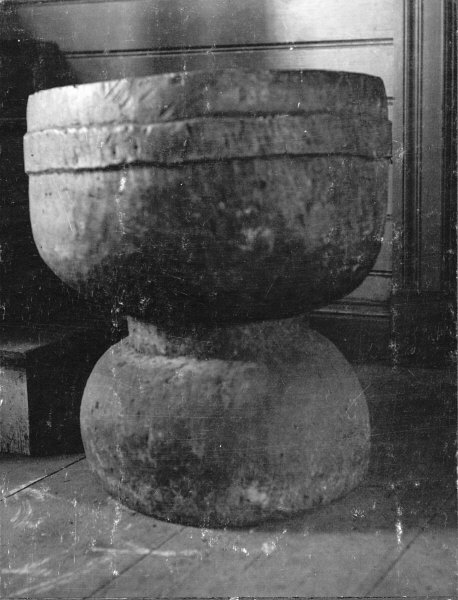
Dopfunten

- Dopfunt i täljsten från 1200-talet. Höjd 60 cm i ett stycke. Cuppa med en enda utsirning: ett 5 cm brett band kring överdelen. Primitivt utformad. Uttömingshål saknas. Har varit svårt skadad och är lagad.[1] Placerad i korets södra del.
- Predikstol med relativt enkel utformning saknar ljudtak. 1892 flyttades den tillbaka till norra korväggen efter att ha varit altarpredikstol sedan 1832.
- Altartavlan är en textil som kallas "Nådens sol" och är tillverkad 1970 av Ulla-Britta Emitslöf-Dejmo i Uddevalla.

### Orgel
- 1928 byggde Olof Hammarberg, Göteborg en orgel med 8 stämmor.
- Den nuvarande mekaniska orgeln, placerad på läktaren i väster, är tillverkad 1975 av A. Magnusson Orgelbyggeri AB. Den har en ljudande fasad och sju stämmor fördelade på två manualer och pedal.[2] Den har ett tonomfång på 56/27.

| Huvudverk I   | Svällverk II      | Pedal      | Koppel |
| Gedackt 8´    | Kvintadena 8´     | Subbas 16´ | I/P    |
| Principal 4'  | Rörflöjt 4'       |            | II/P   |
| Kvinta 1 1/3' | Principal 2'      |            | II/I   |
|               | Crescendosvällare |            |        |

### Klockor
Den tidigare lillklockan är spräckt och används inte. Den är av en romansk typ, som var vanlig på 1200-talet, och har som enda dekor ett högt latinskt kors.

## Bilder

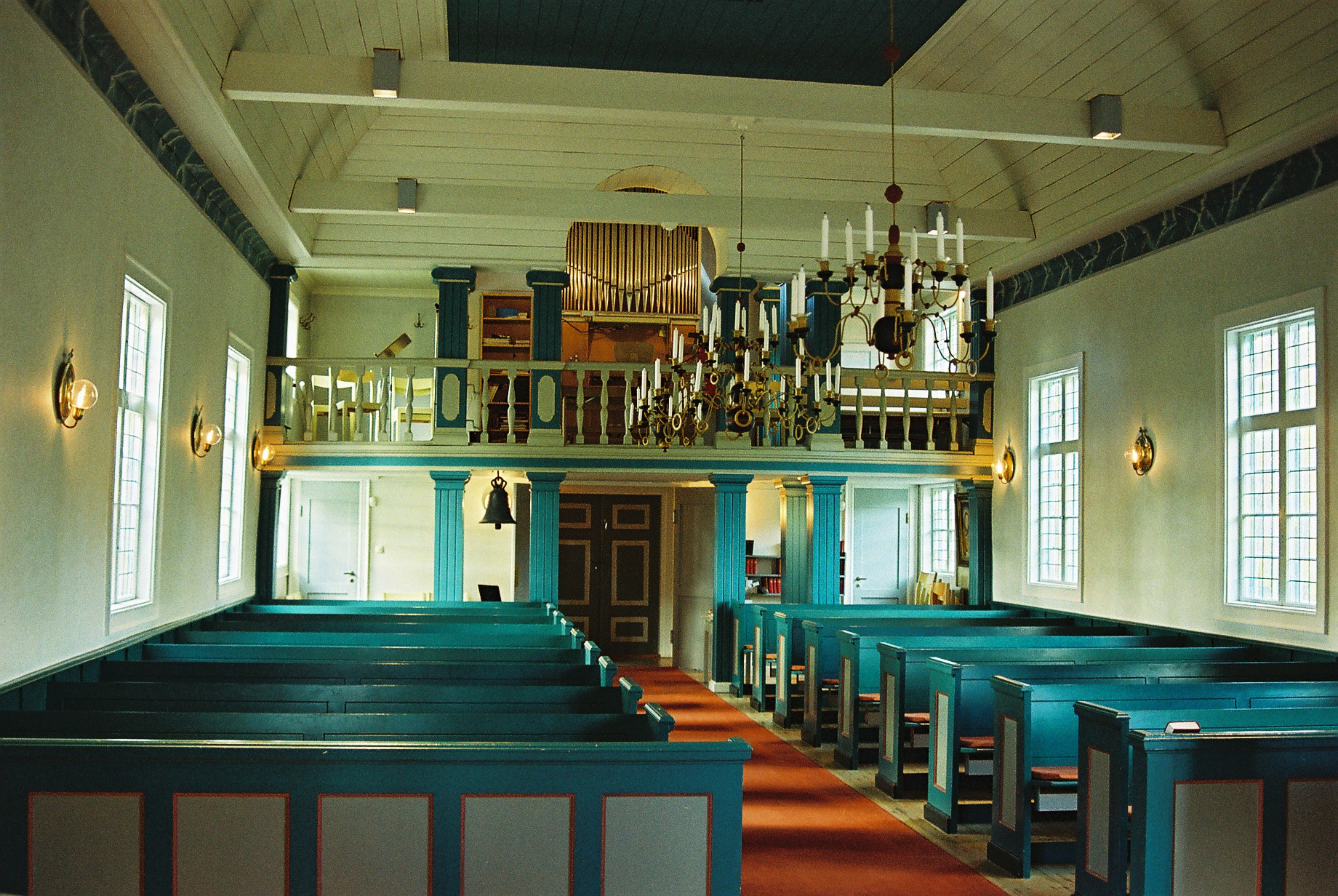
Kyrkorum mot väster
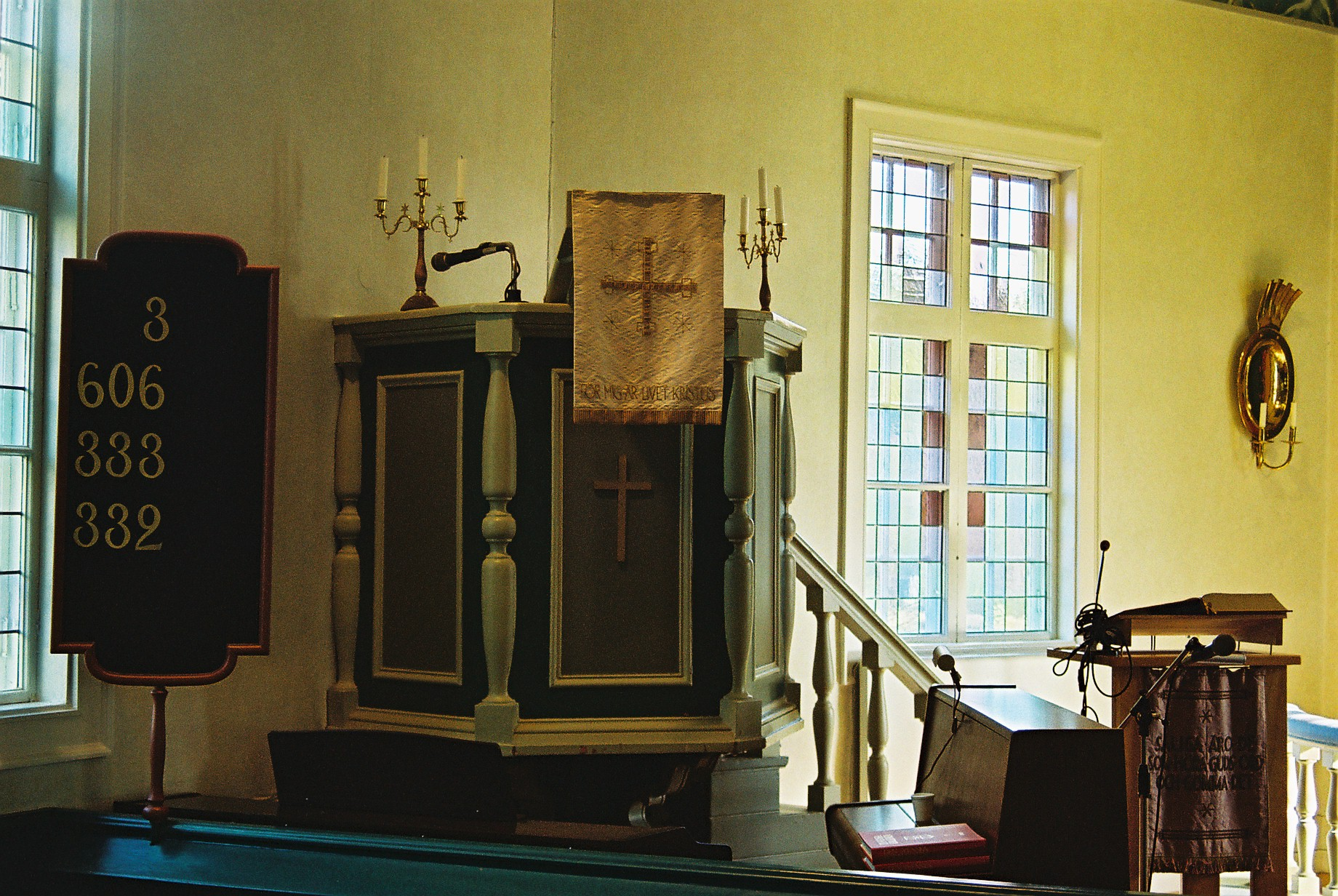
Predikstol
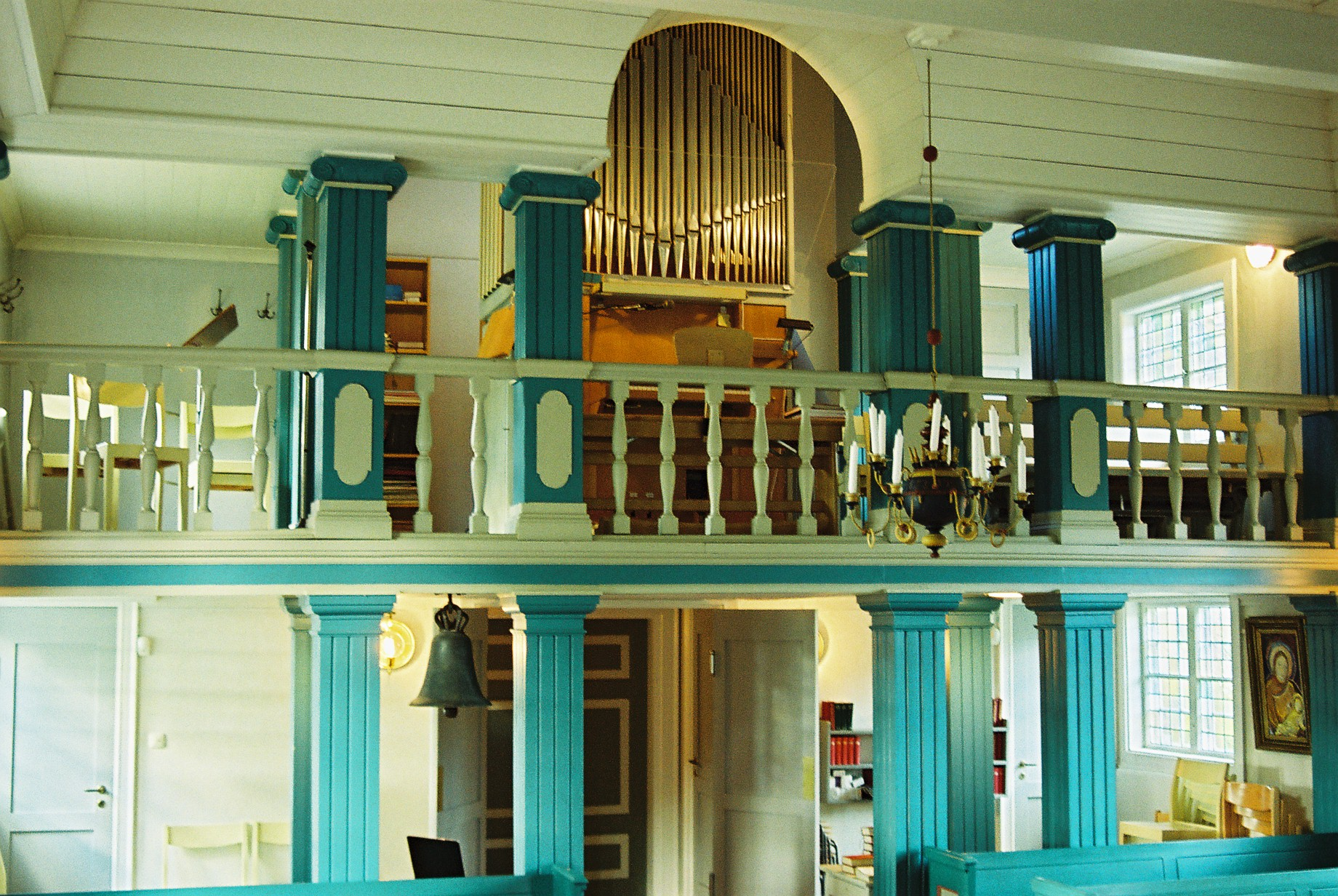
Orgelläktare
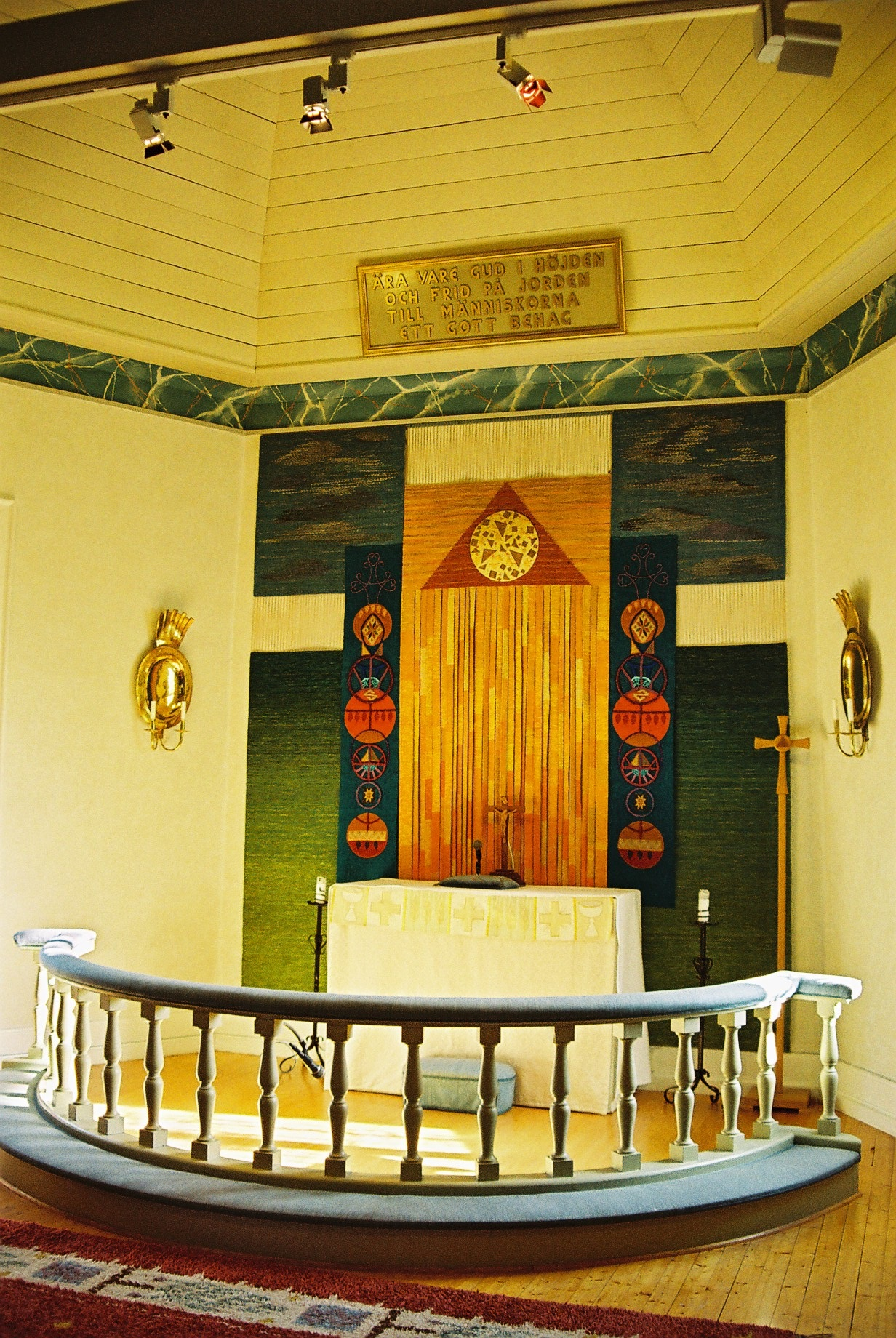
Altare och altarring
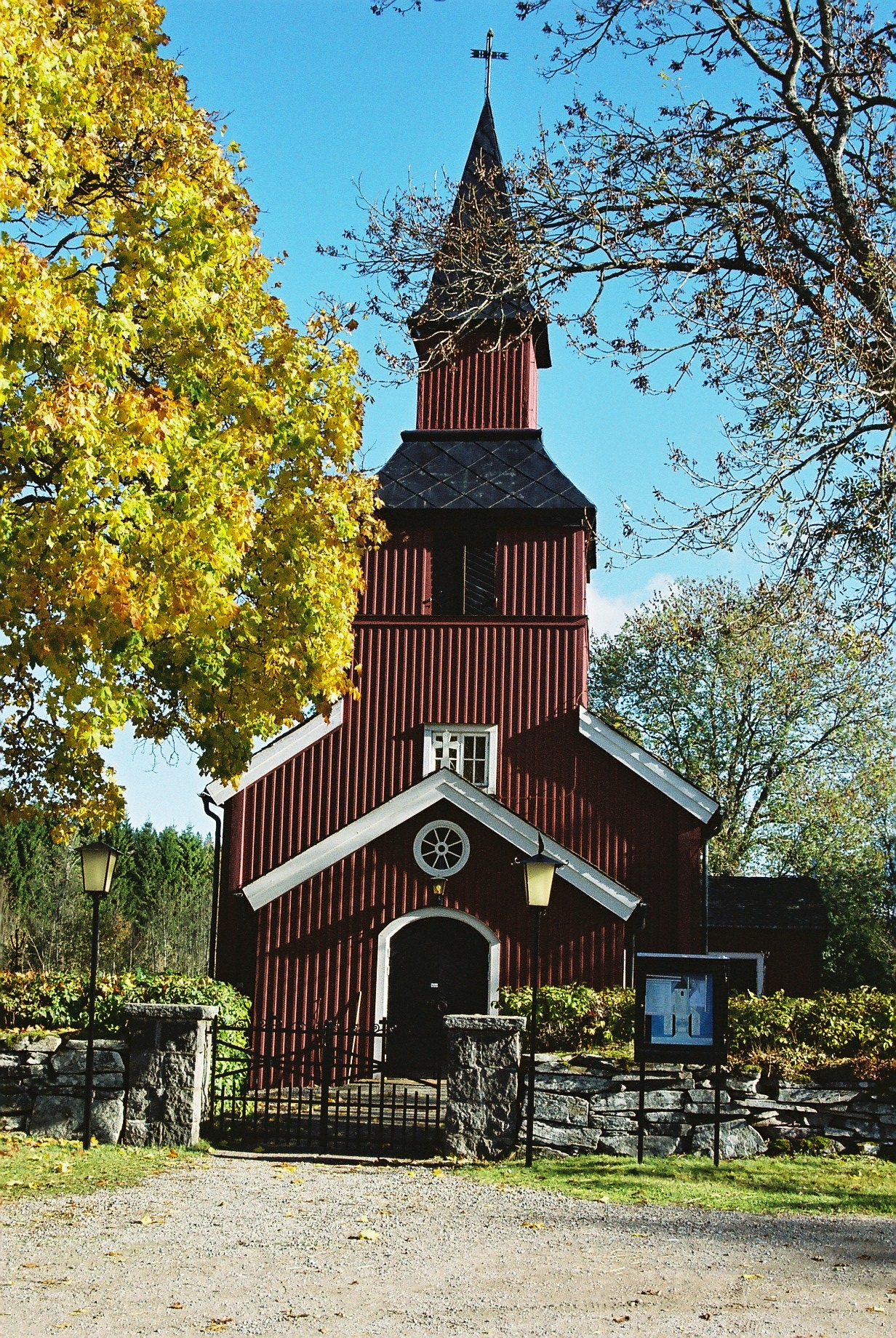
Kyrkan från väster